# Sémato
Sémato est une application web d'assistance sémantique à la catégorisation et à l'exploration des données textuelles. Il a été créé à l'Université du Québec à Montréal par Pierre Plante, Lucie Dumas et André Plante. 
Il est surtout utilisé pour l'analyse qualitative des documents textuels.

## Assistance à la catégorisation
Le logiciel propose une méthode de catégorisation complémentaire à l'approche par thésaurus documentaire ou dictionnaire sémantique. Des règles d'analyse sémantique implémentées dans le logiciel construisent un réseau sémantique spécifique au document analysé. Par la suite, des procédures informatiques explorent ce réseau afin d'y découvrir des zones particulièrement denses, susceptibles de donner naissance à des catégories. Cette approche de catégorisation est plus émergente que l'approche par dictionnaire puisque les catégories sont trouvées à partir du réseau sémantique spécifique au texte. De manière générale, l'approche par dictionnaire est bien adaptée aux gros corpus alors que l'approche en émergence permet de trouver dans les petits corpus des catégories qui auraient échappé aux mailles des dictionnaires.
Ainsi, dans Sémato, le réseau sémantique construit une grille de pré-catégorisation du contenu des textes analysés. Ces catégories servent de points de départ à l'élaboration de catégories plus définitives pour l'analyse qualitative.
Le logiciel Sémato, créé au Centre d'analyse de texte par ordinateur de l'Université du Québec à Montréal, fonctionne tel un service WEB, accessible à tous, mais il peut aussi être intégré à la chaîne de traitement informatique des données textuelles d'un laboratoire universitaire; mentionnons, à titre d'exemple, à l'Université du Québec à Montréal : la Chaire MCD (Mondialisation, Citoyenneté et Démocratie) et le groupe de recherche en Management et Transformation des Entreprises de Biotechnologie.